# حوزه انتخابیه هشتم آلاباما
حوزه انتخابیه هشتم آلاباما یک حوزه انتخابیه مجلس نمایندگان آمریکا است که در ایالت آلاباما قرار دارد.